# Церква Стрітення Господнього (Сулимівка)
Церква на честь Стрітення Господнього у селі Сулимівка Яготинського району — стародавня дерев'яна православна церква у козацькому стилі, характерному для колишніх Переяславського та Пирятинського повітів. Єдина історична церква, яка збереглася в районі (решта 16 церков були знищені комуністами і одна була спалена грабіжниками у 2010 році), пам’ятка архітектури. Збудована у 1905, діяла до 1917, у 1920-х і з 1941 до 1959. Повернена громаді вірян у 1989, настоятелем з моменту відкриття є о. Сергій Кісельов, російськомовний православний бард. Офіційна назва релігійної громади: «Парафія на честь Стрітення Господнього Київської єпархії Української православної церкви с. Сулимівка Яготинського району Київської області», код ЄДРПОУ — 25296266.
Церкву часто плутають з Покровською церквою однойменного села Сулимівка Бориспільського району, але та історична церква — кам’яна, а не дерев’яна.

## Історія

### Поява села
У 1714 році над річкою Журавкою (Жоравкою) полковник Переяславського полку Війська Запорізького Іван Сулима заснував хутір Журавський, майбутнє село Сулимівку Яготинського району. Через кілька десятиліть, 28 липня 1781 року вийшов універсал, що давав право на володіння хутором дружині Івана Сулими, а 31 січня 1728 року поселення перейшло у спадок його синам. У 1762 році на хуторі проживало 48 сімей у 36 будинках.
Відомостей про існування церкви у Сулимівці до початку XX століття немає.

### Будівництво церкви
У 1902 році мешканець села Пилип Кирик (або Кириченко, 1854 р.н.) почав збирати кошти по всій Російській імперії для будівництва храму. 25 січня 1905 у Полтавській єпархії він отримав збірну книгу для будівництва храму. Сам він працював перевізником соснового лісу. У цей період у сулимівському маєтку проживала бояриня польського походження Єлизавета Вільгельмівна Дзевоновська. Вона виділила ділянку землі під церкву, а згодом поставила у ній вирізьблений позолочений іконостас. Її донька Роза подарувала храму живописну ікону «Голгофа».
У будівництві храму брали участь багато людей, але особливо відзначився Софроній Максимович Дворник, ієродиякон, а потім архімандрит Гетсиманського Чернігівського скиту Троїце-Сергієвої лаври. Він був одним із семи братів у родині і після того, як став монахом, віддав свою ділянку землі під будинок священика. Ієродиякон Софроній зібрав суттєву матеріальну підтримку для будівництва храму. Також завдяки йому і на кошти ченця Іоанникія у майстернях Троїце-Сергієвої лаври були написані ікони для іконостасу. Отець Софроній брав участь в освяченні храму і згодом неодноразово приїжджав на святкові богослужіння. У закладці першого каменя взяв участь генерал Катеринич із села Гензерівка. Будував храм майстер Кабанов. Церква була збудована в традиційному для цієї місцевості козацькому архітектурному стилі — храм з однією банею та прибудованою дзвіницею.

### Богослужбове життя
13 березня 1906 року настоятелем храму був призначений священик Миколай Ксенофонтович Соколов, який до цього був другим священиком в Успенській церкві села Годунівка, що розташоване неподалік. 10 червня настоятель став членом благочинної ради. 9 жовтня того ж року отримав нагороду за успішне облашування парафіяльного життя.
У 1912 році при церкві діяла церковно-парафіяльна школа, крім священика служив також псаломщик Іван Федорович Чижевський, а функції церковного старости виконував ініціатор будівництва храму — селянин Пилип Никифорович Кириченко. Парафіяни складалися з 4 міщан та 1882 селян.
15 жовтня 1917 року о. Миколая Соколова було переведено до Покровської церкви села Прихідьки Пирятинського повіту. Відомості про призначення іншого священика не знаходяться, але буквально за пару місяців «Полтавські єпархіальні відомості», де публікувалася вся інформація про життя єпархії, перестають виходити через українсько-радянську війну.

### Гоніння
Комуністична революція принесла українському народу багато лиха та 70 років переслідування Православ’я безбожним і жорстоким режимом. Після закриття Гетсиманського скиту близько 1922 року у Сулимівку приїхав архімандрит Софроній і привіз з собою скриню з церковними книгами та речами. Родичі боялись із ним спілкуватись і допомагати йому. Отець Софроній пожив трохи у брата Дмитра і зрозумів, що своєю присутністю може зашкодити близьким. Тож вирішив виїхати до Росії і попросив брата допомогти йому дістатися з речами до залізниці.
Після цього архімандрит безслідно зник. За однією версію, він таки виїхав у Росію, а за іншою — його вбили свої ж.
1 червня 1924 року у селі відкрилась комсомольська організація, секретарем якої став Павло Макарович Шпак. Комсомольці розгорнули антиправославну агітацію, а згодом вигнали священика отця Микиту з дружиною з дому, який належав церкві, та стали влаштовувати там свої зібрання. Отцю Микиті довелось жити з родиною у сараї. Церква, що раніше була переповнена віруючими, поступово спорожніла. Згодом священика без речей вивели з їхнього останнього притулку і вивезли у невідомому напрямку. Більше їх не бачили.
У 1930 році було створено колгосп, храм зачинено і розорено. Іконостас був розбитий комсомольцями, дзвони і хрести скинуті вниз. Ікони рубали сокирою і використовували в польовому стані для приготування обідів. Храм було перетворено на зерносховище.

### Повоєнний радянський період
У 1942 під час німецької окупації храм відкрився і було поновлено богослужіння. Настоятелем став отець Стефан Кислий, родом з Яготина. Він служив до 1948 року. Після цього до 1959 року парафію доглядав отець Михаїл Макеєв, котрий був настоятелем Свято-Миколаївської церкви села Лозовий Яр.
У 1959 році, під час хрущовських гонінь, храм повторно закривають і розміщують у ньому музей (за іншими даними господарський склад).

### Відродження церковного життя

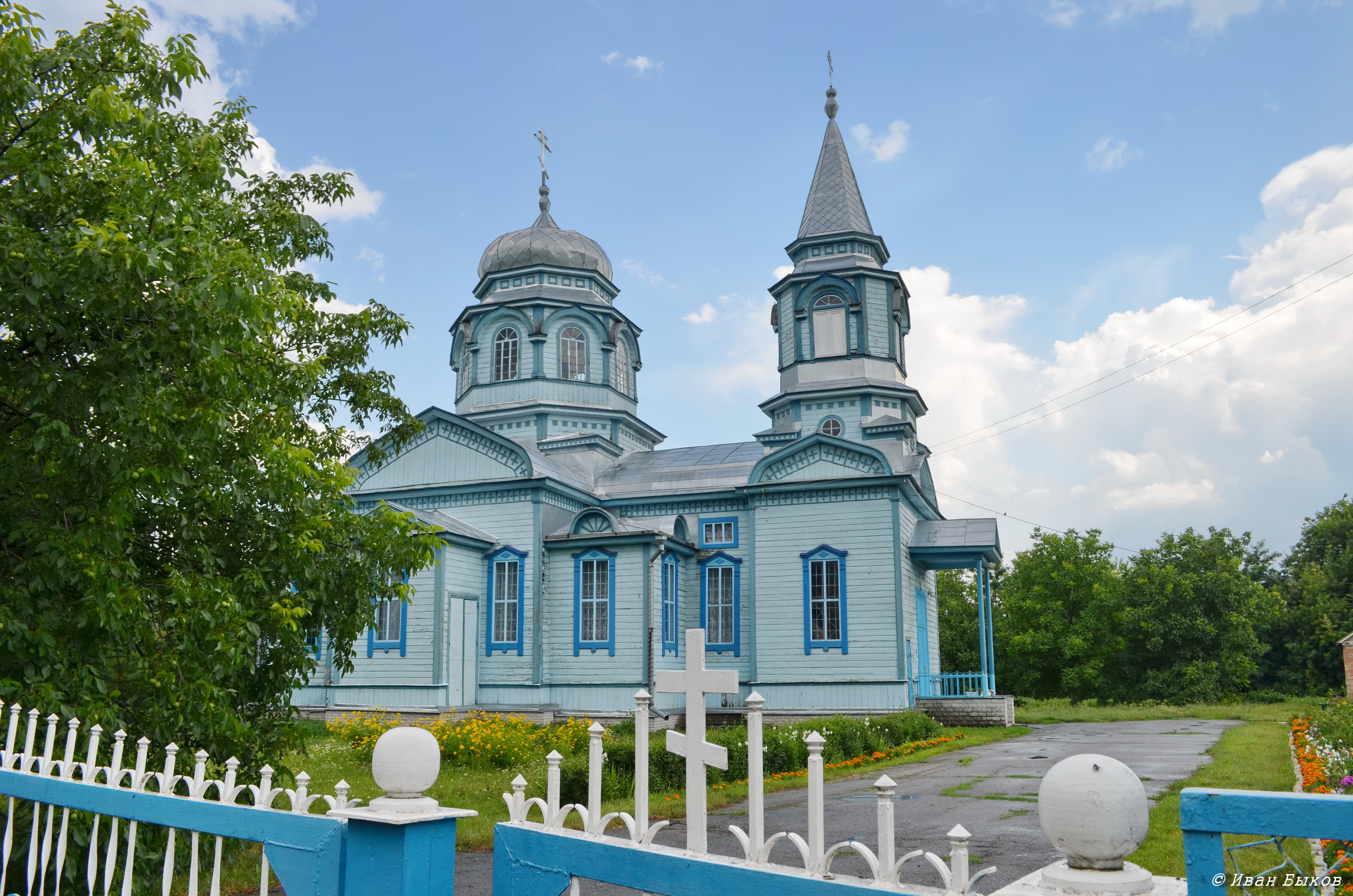

Доба комуністичного режиму наближалася до завершення, коли у 1989 році мешканці села почали клопотали про відкриття своєї церкви. Особливо багато зробила для відкриття храму колишня вчителька місцевої школи Анна Трохимівна Погибенко, духівником якої був отець Михаїл Макеєв. Вона їздила за дозволом аж у Москву, у раду зі справ релігій уряду СРСР.
8 вересня 1989 року у день Стрітення Володимирської ікони Божої Матері була зареєстрована релігійна громада і храм повернено вірянам. А 22 жовтня того ж року після багаторічного запустіння храм із собором духовенства освятив благочинний Баришівського і Яготинського району протоієрей Михаїл Макеєв. На цій службі священноначалію прислужував паламар Сергій Кисельов, йому ж доручили нести хрест попереду хресного ходу при освяченні храму. Це було символічно, бо через рік він отримав «хрест» священнослужіння у сулимівському храмі, яке здійснює і донині.
Невдовзі у храмі було облаштовано зимовий теплий боковий вівтар на честь святого праведного Йоана Кронштадтського. За благословенням Блаженнішого митрополита Володимира (Сабодана) освятив його протоієрей отець Василій Богодеєв.
У 2005 році храм відмітив сторічний ювілей. Невдовзі після храмового свята Стрітення Господнього у церкві оновилась і замироточила старовинна ікона Стрітення. У тому ж році стараннями отця Сергія вдалось перекрити куполи та весь дах новим залізом, оскільки старе покриття було зроблено не дуже добре і в багатьох місцях протікало. Також було замінено хрести.
Улітку 2007 року в селі було встановлено два поклонних хрести: один на перехресті у центрі села, а інший на в’їзді до села з боку Жоравки. Хрести було освячено собором духовенства 2 вересня 2007 року.

## Настоятелі
1. Отець Миколай Соколов (13 березня 1906 — 15 жовтня 1917)
2. Отець Микита (? — 1924)
3. Отець Стефан Кислий (1942 — 1948)
4. Отець Михаїл Макеєв (1948 — 1959)
5. Отець Сергій Кісельов (1990 — нині)

Отець Сергій Кісельов є російськомовним православним бардом українського походження, який пише і виконує духовні пісні. Нині він також є духівником Яготинського благочиння УПЦ (МП).

## Престольні свята
- 2 січня – праведного Йоана Кронштадтського.
- 15 лютого – Стрітення Господа нашого Ісуса Христа.